# Gotswende
Koordinaten: 51° 6′ 9″ N, 9° 45′ 23″ O
Gotswende, auch Gozenwinden, ist eine Wüstung in der Gemarkung von Pfieffe, einem Stadtteil von Spangenberg im nordhessischen Schwalm-Eder-Kreis.

## Geographie
Der Ort befand sich etwa 1,8 km südöstlich von Pfieffe auf 342 m Höhe an der dort vor den Ausläufern des Stölzinger Gebirges nordwärts zur Pfieffe fließenden Dürren Pfieffe. Unweit westlich steht seit 1931 der Gutshof Klaushof.

## Geschichte
Zur Ortsgeschichte sind kaum Einzelheiten bekannt. Der Ort wurde 1195 als „Gozenwinden“ erstmals urkundlich erwähnt, als dem Kloster Germerode dort Besitz bestätigt wurde. Im Jahre 1348 verkaufte Thiele von Berlepsch vier Schillinge Heller jährlicher Gülte zu „Koytzenwende“ bzw. „Geitzenwende“ an Hermann (IX.) von Treffurt. Und 1513 wurde „Gotzewende“ dann in einer Spangenberger Amtsrechnung als wüst bezeichnet. Gotswende findet schließlich 1540 in einem Salbuch noch einmal urkundliche Erwähnung. Eine dortige Kemenate oder kleine Burg, sehr wahrscheinlich die kleine Burg Pfieffe, wurde bereits 1463 als wüst erwähnt.